# Patrick Morrisey
Patrick James Morrisey (New York, 21 dicembre 1967) è un politico e avvocato statunitense, governatore della Virginia Occidentale dal 13 gennaio 2025. In precedenza, Morrisey ha ricoperto la carica di Procuratore generale della Virginia Occidentale dal 2013 al 2025.

## Biografia
Patrick Morrisey è nato a New York, nel distretto di Brooklyn, ma è cresciuto a Edison, in New Jersey. Il padre di Morrisey lavorava come dirigente alla United States Steel, mentre la madre svolgeva la professione di infermiera.
Nella giovinezza, Morrisey corre a livello campestre e gioca nella squadra di tennis della sua scuola superiore, prima di diplomarsi alla St. Thomas Aquinas High School / Bishop George Ahr High School nel 1985.
Morrisey si laurea con lode alla Rutgers University con una laurea in storia e scienze politiche nel 1989. Frequenta anche la Rutgers School of Law–Newark, ricevendo il suo dottorato in giurisprudenza nel 1992.
Morrisey si trasferisce nella contea di Jefferson, in Virginia Occidentale, nel 2006. Sua moglie, Denise Henry Morrisey, è una socia fondatrice di una società di lobbismo, la Capitol Counsel. Morrisey ha una figlia di un precedente matrimonio della moglie di nome Julia.

## Carriera professionale e politica
Subito dopo il conseguimento della laurea, Morrisey apre uno studio privato e collabora con Arent Fox, uno studio specializzato in lobbismo a Westfield, nel 1992.

### Incarichi nelle campagne elettorali del Partito Repubblicano (1988-1990)
Nel 1988 e nel 1989 Morrisey ha lavorato per la campagna elettorale presidenziale di George H. W. Bush e per quella governatoriale di Cary Edwards, sviluppando sempre di più la propria crescita politica e professionale nel Partito Repubblicano. Nel 1990 lavora come responsabile stampa nella campagna per il Senato di Christine Todd Whitman.

### Incarichi direttivi e di consulenza alla Camera dei Rappresentanti degli Stati Uniti d'America (1999-2004)
Morrisey ricopre il ruolo di vicedirettore dello staff e capo consulente sanitario per la Commissione per l'energia e il commercio della Camera dei Rappresentanti degli Stati Uniti d'America dal 1999 al 2004, dove lavora all'approvazione del Public Health Security and Bioterrorism Preparedness Response Act e del Medicare Prescription Drug, Improvement, and Modernization Act (che istituisce il capitolo D del Medicare).
Nel 2000 si è candidato alle primarie del Partito Repubblicano per il seggio per il 7º distretto congressuale del New Jersey alla Camera dei Rappresentanti degli Stati Uniti d'America, perdendole soprattutto per le posizioni poco popolari in merito all'aborto (Morrisey è infatti contrario all'aborto con eccezioni).

### Procuratore generale della Virginia Occidentale (2013- )
Nel 2012, Morrisey si è candidato alle elezioni governatoriali nella Virginia Occidentale, proponendosi come candidato Procuratore generale per il Partito Repubblicano, vincendo con il 51,2% dei voti le elezioni contro l'uscente Darrell McGraw, appartenente al Partito Democratico, fermo al 48,8% delle preferenze.
Assume le funzioni di Procuratore generale il 14 gennaio 2013, diventando il primo repubblicano a servire come Procuratore generale dal 1933, mettendo fine al dominio del Partito Democratico nello Stato.
Morrisey vince la rielezione nel 2016 contro il democratico Doug Reynolds, arrivando ad avere anche un margine leggermente superiore rispetto a 4 anni prima: 51,64% contro il 41,96% di Reynolds.
Ancora una volta, Morrisey viene eletto con il partito in controtendenza nello Stato nella scelta del Governatore: infatti, nel 2016 le elezioni governatoriali sono vinte dal candidato del Partito Democratico Jim Justice (passato poi anch'egli al Partito Repubblicano mentre era in carica).
Nel 2020, Morrisey vince la rielezione ampliando di molto il suo margine di vantaggio, totalizzando il 63,7% dei voti contro il democratico Sam Brown Petsonk, fermo al 36,23% delle preferenze.

### Candidato del Partito Repubblicano a Senatore per la Virginia Occidentale (2018)
Il 10 luglio 2017, Morrisey ha annunciato la sua intenzione di candidarsi al seggio del Senato degli Stati Uniti d'America attualmente occupato da Joe Manchin. Durante le primarie repubblicane, si presenta come un outsider in contrasto con il deputato Evan Jenkins. Durante le primarie, Morrisey viene attaccato dai suoi principali oppositori, Jenkins e Don Blankenship, per la sua carriera di lobbista. In merito alle critiche alla carriera di lobbista di Morrisey, così come alla carriera di lobbista di sua moglie, la campagna di Morrisey promise che sua moglie avrebbe smesso di fare lobbismo se Morrisey avesse vinto le elezioni al Senato. L'8 maggio 2018, Morrisey sconfigge Jenkins e Don Blankenship alle primarie repubblicane con oltre il 34% dei voti (47.571 voti).
Nelle elezioni generali del novembre 2018, Morrisey è stato sconfitto dal senatore democratico in carica degli Stati Uniti d'America Joe Manchin. Manchin ha ricevuto il 49,6% dei voti contro il 46,3% di Morrisey, con il candidato libertario Rusty Hollen che riceve il 4,2% dei voti espressi.

### Governatore della Virginia Occidentale (2025-)
Il 4 aprile 2023, Morrisey ha annunciato la sua candidatura a governatore della Virginia Occidentale per le elezioni governatoriali del 2024. Morrisey sconfigge di misura il delegato statale Moore Capito (figlio dell'attuale senatrice per la Virginia Occidentale Shelley Moore Capito e nipote dell'ex Governatore Arch A. Moore Jr.) alle primarie. Nelle elezioni governatoriali, Morrisey ha sconfitto con il 62,1% dei voti il candidato del Partito Democratico e sindaco di Huntington Steve Williams, fermo al 31,5% delle preferenze.
Morrisey ha assunto le funzioni di Governatore della Virginia Occidentale il 13 gennaio 2025.